# Hans Niessl

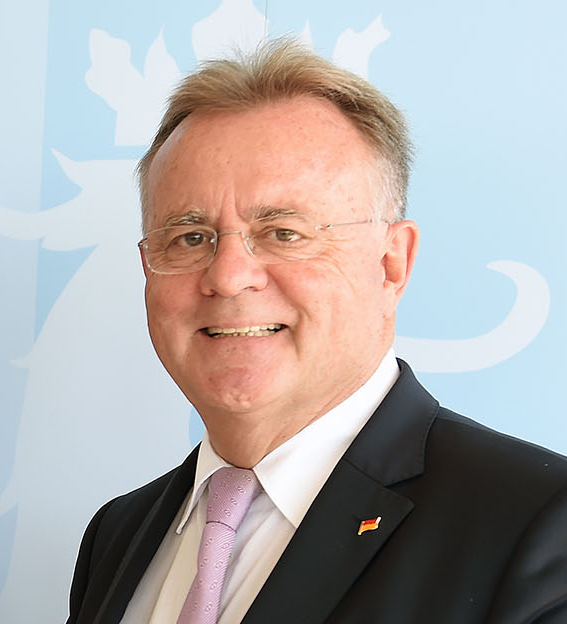
Hans Niessl in 2015

Hans Niessl (Zurndorf, 12 juni 1951) is een Oostenrijks politicus, lid van de SPÖ.

## Carrière
Niessl is zijn carrière begonnen als onderwijzer op een scholengemeenschap. In 1984 kwam hij in de gemeenteraad van Frauenkirchen, de gemeente waarvan hij in 1987 burgemeester werd. Dit combineerde hij van 1996 tot 2000 met het lidmaatschap van het parlement van de deelstaat Burgenland, in 1999 en 2000 tevens als voorzitter van de SPÖ-fractie.
In 2000 werd hij Landeshauptmann van de deelstaat Burgenland. In 2005 werd Niessl herkozen, ditmaal met een absolute meerderheid voor de SPÖ in het deelstaatparlement. Ook in 2010 en 2015 werd hij met een ruime marge herkozen. Hij bleef Landeshauptmann tot 28 februari 2019, toen hij werd opgevolgd door zijn partijgenoot Hans Peter Doskozil.
Robert Davy (1921-1922) · Alfred Rausnitz (1922-1923) · Alfred Walheim (1923-1924) · Josef Rauhofer (1924-1928) · Anton Schreiner (1928-1929) · Johann Thruller (1929-1930) · Anton Schreiner (1930-1931) · Alfred Walheim (1931-1934) · Hans Sylvester (1934-1938) · Tobias Portschy (1938) · geen gouverneur (1938-1945) · Ludwig Leser (1945-1946) · Lorenz Karall (1946-1956) · Johann Wagner (1956-1961) · Josef Lentsch (1961-1964) · Hans Bögl (1964-1966) · Theodor Kery (1966-1987) · Hans Sipötz (1987-1991) · Karl Stix (1991-2000) · Hans Niessl (2000-2019) · Hans Peter Doskozil (2019-)
- Gemeinsame Normdatei: 133105377
- Virtual International Authority File: 28250744
- WorldCat: E39PBJwtqwqmB9RmCQHQkbVHmd